# Кызыл-Яр (Ермекеевский район)
Кызыл-Яр (баш. Ҡыҙылъяр) — село в Ермекеевском районе Республики Башкортостан Российской Федерации. Входит в состав Кызыл-Ярского сельсовета. 

## География

### Географическое положение
Расстояние до:
- районного центра (Ермекеево): 19 км,
- центра сельсовета (Суерметово): 5 км,
- ближайшей ж/д станции (Приютово): 49 км.

## Население
| 2002 | 2009 | 2010 |
| ---- | ---- | ---- |
| 87   | ↘78  | ↘72  |

Национальный состав
Согласно переписи 2002 года, преобладающая национальность — татары (84 %).